# قطع سامانه پیامک ایران در انتخابات ریاست‌جمهوری ۱۳۸۸
سامانهٔ پیام کوتاه ایران از نیمه‌شب ۲۱ خرداد ۱۳۸۸، روز قبل از دهمین دورهٔ انتخابات ریاست جمهوری قطع شده بود، و در تمام طول انتخابات ادامه یافت. این قطعی هفته‌ها ادامه داشت تا آنکه در ساعت ۱۹ و ۳۰ دقیقه روز ۱۰ تیر وصل شد، هرچند مجدداً پس از چند روز از حوالی ظهر روز ۱۵ تیر به‌طور ناگهانی و بدون اطلاع قبلی تا بامداد ۱ مرداد ۱۳۸۸ قطع شد، و پس از ۴۰ روز قطعی و اختلال، مجدداً به راه افتاد.

## واکنش‌های افراد و رسانه‌ها
شبکه پیامک ایران، از نیمه‌شب پنج‌شنبه (بیست و یکم خرداد هشتاد و هشت) قطع بود و این قطعی در تمام طول انتخابات ادامه داشت. به گزارش آفتاب، از حدود ساعت ۱۱ پنج‌شنبه شب و تنها ۹ ساعت مانده به آغاز رسمی رای‌گیری در حوزه‌های انتخابات ریاست جمهوری، سرویس پیامک کلیه مشترکان تلفن همراه اعم از همراه اول، ایرانسل و تالیا در سراسر کشور قطع شد.
کمیتهٔ صیانت از آرای میرحسین موسوی در بخشی از بیانیهٔ فوری خود (بیانیهٔ شمارهٔ ۹ کمیتهٔ صیانت از آراء) در شامگاه پنجشنبه ۲۱ خرداد چنین آورد: «قطع خدمات ارسال پیام کوتاه که به نظر می‌رسد حسب اوامر دولت صورت گرفته است از آن جهت که امکان ارتباط و اطلاع‌رسانی در خصوص انتخابات و بویژه ایجاد ارتباط جهت گزارش‌گیری از نمایندگان نامزدهای حاضر در شعب اخذ رأی را ناممکن می‌سازد و اصولاً امکانی برای نظارت نامزدها بر فرایند انتخابات در فضای دیجیتالی باقی نمی‌گذارد، موجب این شایعه‌است که این اقدام به منظور بستن فضا جهت مخدوش کردن انتخابات انجام پذیرفته است.»
علی‌اکبر محتشمی‌پور نیز در تاریخ ۲۲ خرداد گفت:
«یک هفته پیش اطلاعاتی مبنی بر دخالت وزارت ارتباطات در سیستم رایانه‌ای و ارسال پیامک در روزهای ۲۱ و ۲۲ خرداد به دست ما رسیده بود که براساس آن تصمیم دارند در غیاب افکار عمومی، اقداماتی را در جابجایی آرای مردم بدون اطلاع ما انجام دهند اما مسوولان ذی‌ربط بعد از پخش مصاحبه چند روز پیش اینجانب در رسانه‌ها اعلام کردند چنین چیزی امکان‌پذیر نیست و این اخبار صحت ندارد. اما امروز عملاً پیش‌بینی ما محقق شد زیرا از صبح امروز سیستم ارسال پیامک کمیته صیانت از آرای مهندس میرحسین موسوی با اخلال مواجه و بعداز ظهر امروز به صورت کامل قطع شد.» او در ادامه گفت: «طی رایزنی‌های صورت گرفته با شرکت‌های خدمات دهنده و طرف قرارداد با ما در این زمینه، آنها اعلام کردند همه پیامک‌های ارسال شده به وزارت ارتباطات ارسال شده اما در مخابرات قفل می‌شوند... ما صریحاً اعلام می‌کنیم در این کارشکنی، شخص وزیر ارتباطات، وفا غفاریان معاون وزیر و رییس هیئت مدیره مخابرات ایران، صدوقی رییس اپراتور همراه اول و صابر فیضی مدیرعامل مخابرات ایران و همچنین مدیرکل مخابرات استان تهران در این زمینه مسوولیت مستقیم دارند و باید در قبال افکار عمومی پاسخگو باشند و مسولان مذکور اخطار می‌کنم اگر تا پایان وقت امروز این سیستم و اخلال ایجاد شده در آن برطرف نشود، ما عملاً آنها را مسوول دانسته و به مراجع قانونی شکایت می‌کنیم؛ همچنین مسببین این کار غیرقانونی را به مردم معرفی خواهیم کرد.»
داوود زارعیان (مدیرکل روابط عمومی شرکت مخابرات ایران) در گفتگویی با خبرنگار ایرنا در تاریخ شنبه بیست و دوم خرداد در خصوص علت قطع پیامک‌های تلفن همراه گفت: «حدس ما این است که مشکل فنی باشد.» وی در ادامه گفت: ممکن است قطع پیامک‌ها با هماهنگی نهادهای دیگر صورت گرفته باشد. وزیر ارتباطات و فناوری اطلاعات در این خصوص گفت: مردم برای حلّ مشکل پیامک‌ها که پیش از برگزاری انتخابات ریاست جمهوری ایجاد شده صبر پیشه کنند.
این اتفاق با عکس‌العمل‌های مختلفی از سوی شخصیت‌ها و سازمان‌های مختلف مواجه شد از جمله علی‌اکبر محتشمی‌پور (رییس کمیته صیانت از آرا) در نامه‌ای به تاریخ ۲۲ خرداد به وزیرارتباطات و فناوری اطلاعات در این مورد چنین نوشت:

جناب آقای سلیمانی
وزیر محترم ارتباطات و فناوری اطلاعات
باسلام، بنا بر اطلاعات واصله، عملیات ارسال پیام کوتاه از سوی شرکت‌های پیمانکار پیامک از ظهر امروز ابتدا دچار اختلال جدی و به دنبال آن به طور کامل قطع گردیده‌است.
با توجه به اینکه ادامه وضع موجود موجب بروز اختلال در گزارش رای‌گیری از نمایندگان نامزدها در شعب اخذ رای و توقف فرایند نظارت کاندیداها بر سلامت انتخابات می‌گردد، مقتضی است شرکت مخابرات سیار نسبت به رفع مشکل در اسرع وقت اقدام نماید تا هر گونه ابهام و شبهه در خصوص تعمدی بودن این اختلالات مرتفع گردد.
سید علی‌اکبر محتشمی‌پور
رییس کمیته صیانت از آرا
ستاد انتخاباتی مهندس میرحسین موسوی

سایت «الف» نیز که زیر نظر احمد توکلی (رییس مرکز پژوهش‌های مجلس و از اصولگرایان طرفدار محمود احمدی‌نژاد) اداره می‌شود در مقاله‌ای علت قطع سیستم پیامک را اینطور بیان می‌کند: «متأسفانه در این دوره از انتخابات، جنگ روانی  بسیار گسترده و البته زشت و پلیدی به‌صورت تولید و توزیع انبوه شایعات و ادعاهای دروغ شکل گرفته بود و با پیامک در جامعه منتشر می‌شد. گستردگی تولید و انتشار شایعات پیامکی در روز پنج شنبه ۲۱ خردادماه (روز منع تبلیغات) به حدی رسید که حتی دفتر رهبر انقلاب ناچار به انتشار اطلاعیه رسمی در عصر روز پنج‌شنبه و تکذیب شایعات منسوب به ایشان شد.»
جواد آرین‌منش، نایب رئیس کمیسیون فرهنگی مجلس، نیز همسو با جریان مدافع قطع سیستم پیامک در گفتگو با خبرگزاری فارس در تاریخ اول تیر ماه در مورد آسیب‌های اجتماعی و فرهنگی تلفن همراه گفت: «تجاوز به حریم شخصی دیگران به وسیله بلوتوث و فیلم‌های مخرب نیز یکی از آسیب‌های اجتماعی تلفن همراه است.ارسال پیامک در تظاهرات و تجمع‌ها بسیار مؤثر است. تلفن همراه به جای اینکه در مسیر اصلی خود که همان خبر دادن و اطلاع رسانی از وضعیت روحی و جسمی دوستان و آشنایان استفاده شود، توسط برخی از افراد سودجو در راه دزدی یا غارتگری از دیگران استفاده می‌شود که این نیز از عوامل مخرب تلفن همراه است. توسعه تلفن همراه بدون آموزش‌های لازم مشکلات اجتماعی و فرهنگی فراوانی را در جامعه به خصوص جوانان و نوجوانان در بر خواهد داشت.»
روزنامه کیهان که از جمله روزنامه‌های هوادار دولت می‌باشد نیز موضعی مشابه را اتخاذ کرده و در مقاله‌ای با عنوان ضرورتی هجوآلود کارکردهای پیامک در جامعه ما به تاریخ ۴ تیر ۱۳۸۸ با اشاره به عدم فرهنگ سازی مناسب به هنگام ورود فناوری‌های نوین این طور اظهار می‌دارد که  «بازی با پیام کوتاه مانند ویروسی می‌ماند که آدم را گرفتار می‌کند و ذهنش را برهم می‌زند.... و سرویس پیام‌های تصویری که اخیراً در دسترس قرار گرفته مشکل را حادتر کرده‌است.» در انتهای مقاله نیز این طور بیان می‌دارد که:«به هر حال از هر تسهیلاتی باید به جا و مناسب استفاده کرد و پیام کوتاه که برای انجام کارهای ضروری است اگر برای انتقال هجویات استفاده شود تنها نشان از یک بیماری و ناهنجاری اجتماعی و فرهنگی دارد.» 
با این حال روزنامه سرمایه در مقاله‌ای با عنوان «تاثیر منفی قطع پیامک بر سهام مخابرات» به تاریخ ۷ تیر به کاهش ارزش سهام شرکت مخابرات و ضررهای میلیاردی مخابرات اشاره می‌کند و می‌نویسد: «این اواخر نیز قطع پیامک تلفن همراه و عدم سرویس دهی تماس‌های مشترکان در ساعاتی از شبانه روز از ذغدغه‌های سرمایه گذاران و سهامداران  این شرکت بوده‌است به طوری که بررسی‌ها بیانگر روند نزولی قیمت سهام شرکت مخابرات از ۲۳ خرداد تا کنون (۷ تیر تاریخ نگارش مقاله) است.»

همین روزنامه در مقاله‌ای با عنوان قطع پیامک طولانی شد به تاریخ ۸ تیر در مورد میزان ضرر و زیان ۱۴ میلیارد تومانی وارده به شرکت مخابرات به گفته‌های علی مطهری رئیس کمیته مخابرات مجلس شورای اسلامی، اشاره می‌کند و می‌گویید: «البته همه می‌دانیم وزارت ارتباطات و شرکت مخابرات مجری بوده و دستور قطعی از جای دیگری بوده‌است.» به گفته کارشناسان مخابرات این مسئله سبب شده ارتباط بیش از ۳۱ میلیون مشترک اپراتور اول، ۱۴ میلیون مشترک ایرانسل و نیز مشترکان تالیا و افرادی که از این وسیله ارتباطی به صورت انبوه استفاده می‌کنند، مختل شود. آن‌ها برآوردهای قابل توجهی را در خصوص ضرر قطعی سیستم پیامک مطرح می‌کنند. برخی با فرض اینکه اگر در طول روز به‌طور متوسط ۶۰ میلیون پیامک با فونت فارسی ارسال شود، در خوش بینانه‌ترین حالت وزارت ارتباطات حدود ۵۴۰ میلیون تومان در یک روز و حدود هشت میلیارد تومان طی ۱۶ روز گذشته متضرر شده‌است. وانگهی این رقم تنها مربوط به همراه اول بوده و اگر اپراتور دوم و تالیا را نیز به آن اضافه کنیم رقمی حدود ۱۴ میلیارد تومان می‌شود که اپراتورهای تلفن همراه ضرر کرده و شاید به همین مقدار کاربران تلفن همراه سود برده‌اند.»
دو روز بعد درتاریخ دهم تیر هشتاد و هشت روزنامه سرمایه در مقاله‌ای با عنوان زمان وصل پیامک هنوز مشخص نیست این طور می‌نویسد که ایران از لحاظ مدت زمان قطع بودن شبکه پیامک کشوری صاحب یک رکورد جهانی شده که می‌توان آن را در کتاب رکوردهای جهانی گینس به ثبت رساند متن خبر به شرح زیر است: «برخی از کارشناسان معتقدند با توجه به اینکه از عصرروز پنجشنبه ۲۱ خردادماه تاکنون(دهم تیر هشتاد و هشت تاریخ انتشار مقاله) سیستم پیامک در ایران قطع است می‌توان ادعا کرد با گذشت این مدت از قطعی، کشور ایران دارای رکورد بالاترین مدت زمان قطعی پیامک تلفن همراه در جهان خواهد بود و می‌توان بدین ترتیب نام ایران را در کتاب رکوردهای گینس در زمینه قطع سیستم پیامک ثبت کرد؛ رکوردی که به طور قطع تا سالیان دراز هیچ کشوری قادر به شکستن آن نخواهد بود.» همین مقاله در ادامه به سخنان مدیر عامل شرکت مخابرات اشاره می‌کند که می‌گوید: «زمان وصل اس ام اس هنوز مشخص نیست.»
اما در عصر همان روز (دهم تیر) در حوالی ساعت بیست، خبر وصل شدن مجدد سیستم پیامک شهر تهران با ارسال پیامک‌هایی با مضمون طنز بین مردم شهر پیچید. فردای آنروز روزنامه سرمایه (۱۱ تیر ۱۳۸۸) با اشاره به سخنان مدیر عامل شرکت مخابرات ایران در مورد میزان کاهش درآمد شرکت مخابرات به دنبال قطع سیستم پیامک کشور این طور اظهار می‌دارد که این قطعی بر میزان درآمد پیش‌بینی شده جهت سه ماهه اول سال بدون تأثیر بوده‌است متن خبر به شرح زیر است: «مخابرات از بابت پیامک‌ها درآمد اضافی داشته که حالا ندارد و از طرفی از بابت آنچه که از بودجه و درآمد از ابتدا تنظیم کرده و جزئیات آن را از بابت مکالمه جی پی آر اس  پیامک و... مشخص می‌کنیم عقب نیستیم و سه دوازدهم آن محقق شده‌است.»
پیامک‌هایی که در طول بیست روز پس از انتخابات برای مشترکان تهرانی ارسال نشده‌بود، پس از وصل‌شدن سامانهٔ پیامک به‌دست آن‌ها می‌رسید و در موارد بسیاری، به‌جای یک‌بار، چندبار می‌رسید. این موضوع را روزنامهٔ سرمایه در مقاله‌ای با عنوان درآمدزایی جدید مخابرات پس از آزادسازی پیامک موردتوجّه قرار داده و در ادامه می‌نویسد: «از طرفی با برقراری مجدد این سرویس یک پیامک چندین بار به دست مخاطب می‌رسید در حالی که آنها تنها یک بار آن را ارسال کرده بودند و اگر این را به حساب عدم وجود اختلال فنی در سیستم بدانیم یک درآمدزایی جدید برای جبران ۲۱ روز قطعی این شبکه‌ است. به عبارتی دریافت چندین باره و تکراری یک پیام چنین شبهه‌ای را ایجاد می‌کند که شرکت‌های خدمات دهنده پیام کوتاه به انجام چنین عمل و ارسال هر پیام کوتاه هزینه‌ای چند برابر هزینه معمول را از کابران تلفن همراه دریافت می‌کنند.»
این در حالی است که داوود زارعیان در روز ۱۴ تیر اعلام کرد «اگر پیامک به علّت اشکالات فنّی، چندبار ارسال شود، فقط هزینهٔ یک پیام از مشترک دریافت خواهد شد.» وی ارسال چندبارهٔ پیامک‌ها برای جبران هزینه‌ها را رد کرد و گفت: «شبکه به‌صورت خودکار این کار را انجام می‌دهد.» اما وصل شدن مجدد پیامک دیری نپایید و از ساعت ۱۴ روز دوشنبه ۱۵ تیرماه دوباره قطع شد.
در حالی که شبکهٔ پیامک کشور پس از قطعی حدوداً ۲۰ روزهٔ خود، تنها ۵ روز وصل بود، باز هم در عصر روز ۱۵ تیر در کل کشور قطع شد. برپایهٔ برخی گمانه‌ها این موضوع با در پیش بودن سالروز ۱۸ تیر در ارتباط بود. در حالی که سرویس‌هایی چون SMS، GPRS، MMS قطع بودند، ۱۱۸ تهران نیز از سرویس‌دهی خارج شد.
این سامانه در نهایت در بامداد پنج‌شنبه، ۱ مرداد ۱۳۸۸ پس از ۴۰ روز قطعی و اختلال، مجدداً به راه افتاد.